# 제임스 커크 (배우)
제임스 커크(James Kirk, 1986년 5월 2일 ~ )는 캐나다의 배우이다.

## 출연 작품
- 바운더리스 (2018)
- 베헤모스: 괴물의 습격 (2011, Behemoth)
- 프랭키와 앨리스 (2010)
- 더 심스트리스 (2009)
- 닥터 두리틀 3 (2006)
- 쉬즈 더 맨 (2006)
- 카테고리 7 - 토네이도 (2005)
- 투 포 더 머니 (2005)
- 제니퍼 러브 휴잇의 컨페션 (2005)
- 이브의 크리스마스 (2004)
- 워드 오브 오너 (2003)
- 데스티네이션 2 (2003)
- 엑스맨 2 - 엑스투 (2003)
- 뱅, 뱅, 넌 죽었다 (2002, Bang Bang You're Dead)
- 테이큰 (2002)
- 듀 이스트 (2002)
- 트위스 어폰 어 크리스마스 (2001)
- 크리스마스 시크릿 (2000)
- 원스 어폰 어 크리스마스 (2000)